# メトロリンク (南カリフォルニア)
メトロリンク（英語: Metrolink）は、アメリカ合衆国カリフォルニア州、南カリフォルニア地域で南カリフォルニア地域鉄道局（SCRRA）が所有し、アムトラックにより運行されている通勤列車システム。 8本の運行経路と55駅で構成されており、総延長824キロ（512マイル）。電化はされておらず運行はプッシュプル方式。報告記号は「SCAX」。
この鉄道はロサンゼルス郡、サンディエゴ郡、オレンジ郡、リバーサイド郡、サンバーナーディーノ郡、ベンチュラ郡に跨り運行されている。ロサンゼルス郡においては地下鉄メトロレイルと連絡し、サンディエゴ郡では通勤列車コースターとライトレールのスプリンター(SPRINTER)と接続している。そのほかアムトラックのパシフィック・サーフライナー、コースト・スターライト、サウスウェスト・チーフ、サンセット・リミテッドなどの長距離列車とも接続している。この鉄道は1991年にSCRRAによって設立され1992年開業。2011年度の統計では平日で41,000人以上の利用客があった。

## 路線概要
いくつかの近郊地域や都市に加え、ロサンゼルスのダウンタウンやハリウッド・バーバンク空港、カリフォルニア州立大学、エンゼル・スタジアム、サンクレメンテ桟橋などにも通じている他、毎年開催されるロサンゼルス郡祭会場となるポモナにある遊園地フェアプレックスまでの特別列車が運行されている。また、ベンチュラ遊園地やオートクラブ・スピードウェイで行われるNASCARイベントなどが開催される日には平日の早朝と午後に乗降客のピークを迎える。列車の運行時間は早朝5時から午前9時、15時から21時までの間となっている。
| 路線名                                        | 運行番号 | 起終点                                              | 運行日 | 運行ルート                                                                                            |
| --------------------------------------------- | -------- | --------------------------------------------------- | ------ | --- |
| 91線                                          | 700      | ロサンゼルス リバーサイド                           | 平日   | ロサンゼルスユニオン駅から南東方向へ伸びる路線。                                                      |
| アンテロープバレー線                          | 200      | ロサンゼルス ランカスター                           | 毎日   | ユニオン駅から北西方向へ伸びる路線。                                                                  |
| インランド・エンパイア-オレンジカウンティー線 | 800      | サンバーナーディーノ オーシャンサイド               | 毎日   | サンバーナーディーノ、サンタフェ・ディーポ駅から南西方向へ伸びる路線。                                |
| オレンジカウンティー線                        | 600      | ロサンゼルス オーシャンサイド                       | 毎日   | アムトラックの駅であるオーシャンサイドから北西へ延びる路線。                                          |
| リバーサイド線                                | 400      | ロサンゼルス リバーサイド                           | 平日   | ユニオン駅から南東方向、リバーサイドダウンタウンへと伸びる路線。                                      |
| サンバナディーノ線                            | 300      | ロサンゼルス サンバーナーディーノ                   | 毎日   | ユニオン駅から東方向、サンバーナーディーノへと伸びる路線。                                            |
| バーバンク-ハリウッド・バーバンク空港線       | 900      | ロサンゼルス ハリウッド・バーバンク空港             | 平日   | ベンチュラカウンティ線と同一軌道上であり、ユニオン駅から4駅先のハリウッド・バーバンク空港までの路線。 |
| ベンチュラカウンティ線                        | 100      | ロサンゼルス イーストベンチュラ                     | 平日   | ユニオン駅から西方向、イーストベンチュラへと伸びる路線。                                              |
| アロー                                        | 3800     | サンバーナーディーノ・ダウンタウン レッドランズ大学 | 毎日   | サンバーナーディーノ駅から東方向、レッドランズへと伸びる路線。                                        |

## 運賃
メトロリンクの運賃体系は、基本定額料金が設定されており、そこから一駅ごとに25セントの距離別加算が行われる方式を採用している。また乗客はロサンゼルス並びにオレンジ郡で殆どのバスに乗車することが可能であり、同様に有効な乗車券やパスなどによりメトロレイルの乗車も可能としている。また定期券保有者はロサンゼルス、オレンジ郡、ヴェンチュラ郡においてアムトラックが運行するパシフィック・サーフライナー、及び高速バスが「レイル2レイル」プログラムを介することにより利用可能としている。
燃料と人件費の増加により毎年7月に運賃が値上げされており、リストラによる一時的な大幅値上げが行われたものの、平均して年3.5%から5%の間で値上げ率が推移している。またメトロリンクが使用する機関車はディーゼル車両であるため2002年の原油危機により原油価格が高騰し2003年以降、運賃上昇に拍車を掛ける結果となっている。

## 歴史

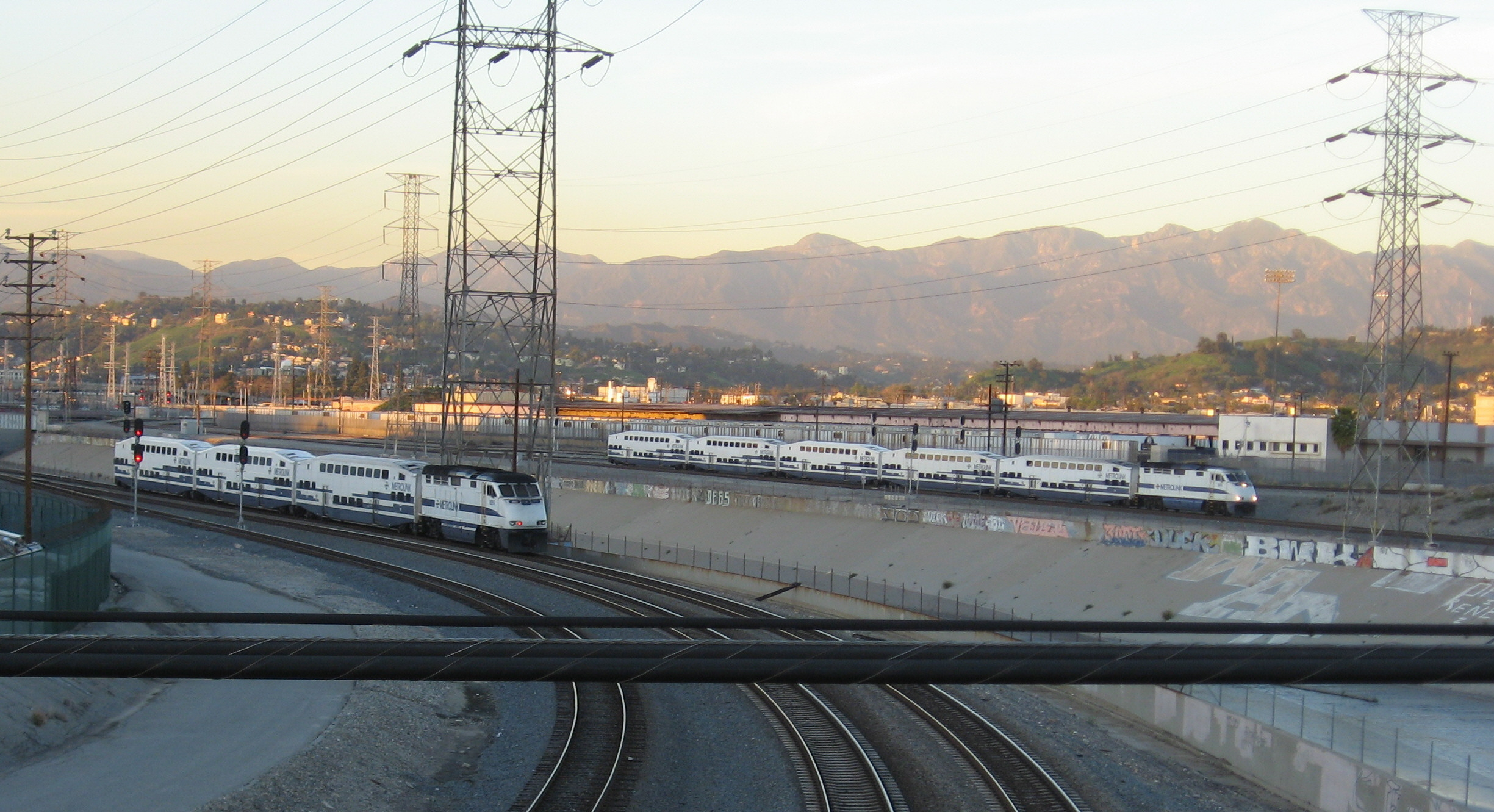
夕方のラッシュアワーにロサンゼルスユニオン駅へ向かう上り列車と下り列車

SCRRAは1990年にサザン・パシフィック鉄道から175マイルの軌道、整備施設、駅などを4億5000万ドルで購入している。同年ロサンゼルスユニオン駅の使用権を1700万ドルでサザン・パシフィック鉄道から購入している。その後ロサンゼルス郡都市圏交通局（LACMTA）が買い上げ所有している。1991年に設立。1992年10月26日にベェンチュラカウンティ線、サンタクラリタ線、サンバーナーディーノ線の運行をアムトラックにより開始している。
1993年にリバーサイド線が、1994年にはオレンジカウンティ線がそれぞれ開通している。1995年にはやがてカリフォルニア州初となる近郊通勤型列車を運行することになるインランド・エンパイア-オレンジカウンティー線が開通している。1995年にオレンジウンティ線は列車数を増やす強化策を取っている。2002年に91線が開通し現在の運行路線数となっている.。
2004年7月にメトロリンクの運賃体系が変更されており、ゾーン体系料金から距離別料金へと変更された。2005年からの5年運行契約をヴェオリア・トランスポールに与えている。同年、オレンジ郡交通局は2009年までオレンジカウンティ線とインランド・エンパイア-オレンジカウンティー線に対し76本まで運行本数を増加させる計画を承認している。2006年11月にはメトロリンクのサービス向上とリニューアルを含んだ追加財政措置が投票により承認されている。なお計画されていたヨーバリンダ駅は地元住民の反対により計画中止措置が2005年に取られている。
2008年7月には利用者数が前年比16%増となったことが発表された 。2008年に発生した26名が死亡し126名が負傷したチャツワース列車衝突事故を受け2009年から安全対策が採られており、運転士が運行中に使用が禁じられている携帯電話などを使用していないかなどの法令順守運転を監視するため機関車運転台に内向きの監視カメラが設置されている。
2009年に制定された経済復興政策であるアメリカ復興・再投資法により2億ドルの資金提供を受け、この資金により列車制御システム（Positive train control, PTC）や自動列車停止装置（ATS）の開発を行っている。2010年にはアメリカ国内に於いて第1号となる耐衝撃車両の納入が行われている。なおアムトラックは2010年7月に運行契約を取り戻している。2009年第4四半期の平均平日の利用者数は38,400人であった。
2010年、予算カットに見舞われたメトロリンクは会議で経費削減案が議決され、インランド・エンパイア-オレンジカウンティー線で日中の運行本数削減並びにインランド・エンパイア-オレンジカウンティー線、オレンジカウンティー線双方で週末の運行本数削減が行われている。
2011年5月時点で平日の平均利用者数は41,000人である。調査から平日90%以上の人々が、1人もしくは相乗り制度を使い車で移動していると言う典型的な車社会であることが明らかになっているが、メトロリンクはこの内25,000台分の車を列車に置き換えられることが出来るであろうとしている。2011年7月に行われた州間高速道路405号線の週末閉鎖時には20.000人がメトロリンクを利用した結果、週末利用者数が前年度同様の週末と比べ50%増となっており、同じく2011年に沿線であるローズボウルで行われたU2の世界ツアー時に更新された乗車数記録の10%増であり、これまでの乗車記録数を大幅に更新する結果となっている。

## 拡充計画

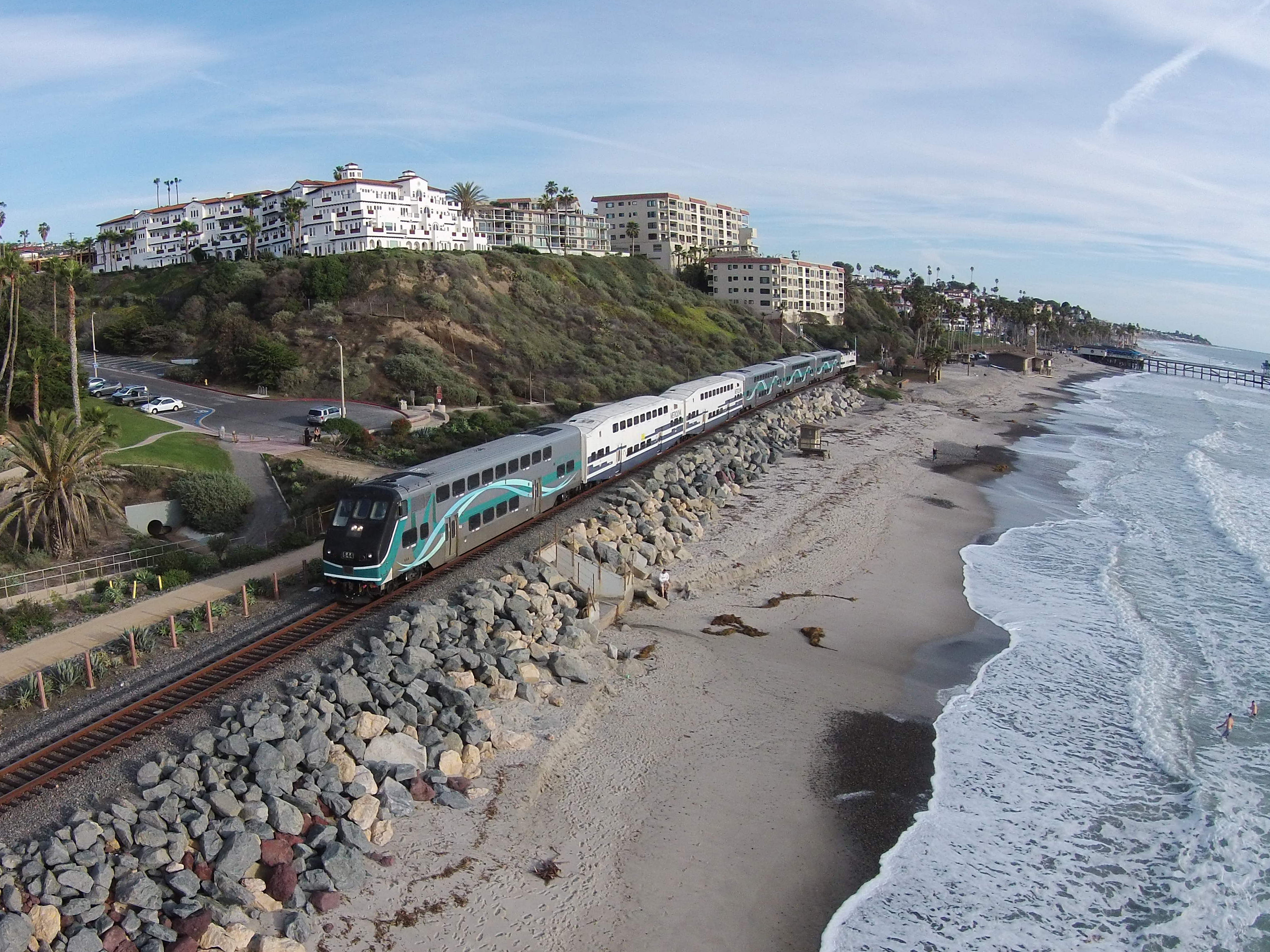
サンクレメンテピア駅近郊を走るメトロリンク

メトロリンクの人気度上昇により新駅や新システム導入など拡張計画が検討されており、駅付属の駐車場の拡張なども行われている。
2010年ペリスバレー線が計画中であり、延伸され91線と結ぶことでリバーサイドからペリスまでを繋げる予定である。
91線にオレンジ郡北部の利用客を目的とした新駅としてプラセンティア駅が計画されており、2012年から2013年に掛け着工が予定されている。完成すれば91線としては他の路線と共有することの無い初の独立駅となる。
サンバーナーディーノ駅から東方向、レッドランズとメントンまで14キロの延伸計画がサンバーナーディーノ政府協会により検討されている。政府協会は単純にメトロリンクを延伸させるか、バス・ラピッド・トランジットによる接続または新たにライトレールを敷設するか検討中である。
2022年10月、サンバーナーディーノ・トランジット・センターとレッドランズ大学を結ぶおよそ14kmの新路線アロー(Arrow)が開業した。
ロサンゼルス郡都市交通局はこの通勤列車網をイングルウッド、ロサンゼルス国際空港、ロングビーチやロサンゼルス港など南西地区まで延伸させることを提案している。メトロリンクの延伸かバス・ラピッド・トランジット、ライトレールのいずれかを採用する決定にまでは至っていない。
2008年、ロビイストは91線のリバーサイド・ラ・シエラ駅からテメキュラまでの南西方向への延伸を推している。この提案は30年前に廃止された貨物線を活用することが可能であるが、廃止から年月が経過しているため修繕費用が高額になることが懸念されている。にも関わらずリバーサイド郡交通委員会は近郊通勤列車の可能性検討会に於いて唯一の可能性としてこの案を提唱している。
リバーサイド郡の東端となるコーアチェラ・バレー地区（パームスプリングス、パームデザート、カセドラルシティ、インディオ）の住民はロサンゼルスやオレンジ郡への通勤列車を要求しているが、域内に軌道を保有するユニオン・パシフィック鉄道は旅客輸送に対し反対の立場を表明している。にも関わらずコーアチェラ・バレー協会はアムトラック協力の元、91線を利用したロサンゼルスユニオン駅からリバーサイドダウンタウン駅を経由したパームスプリングスやインディオ地区への1日2往復程度の運行可能性を探っていることが明らかになっている。2005年のカリフォルニア州鉄道計画ではこの事業プランは少なくとも5億ドルの費用が掛かるであろうとの報告がなされている。

## 組織

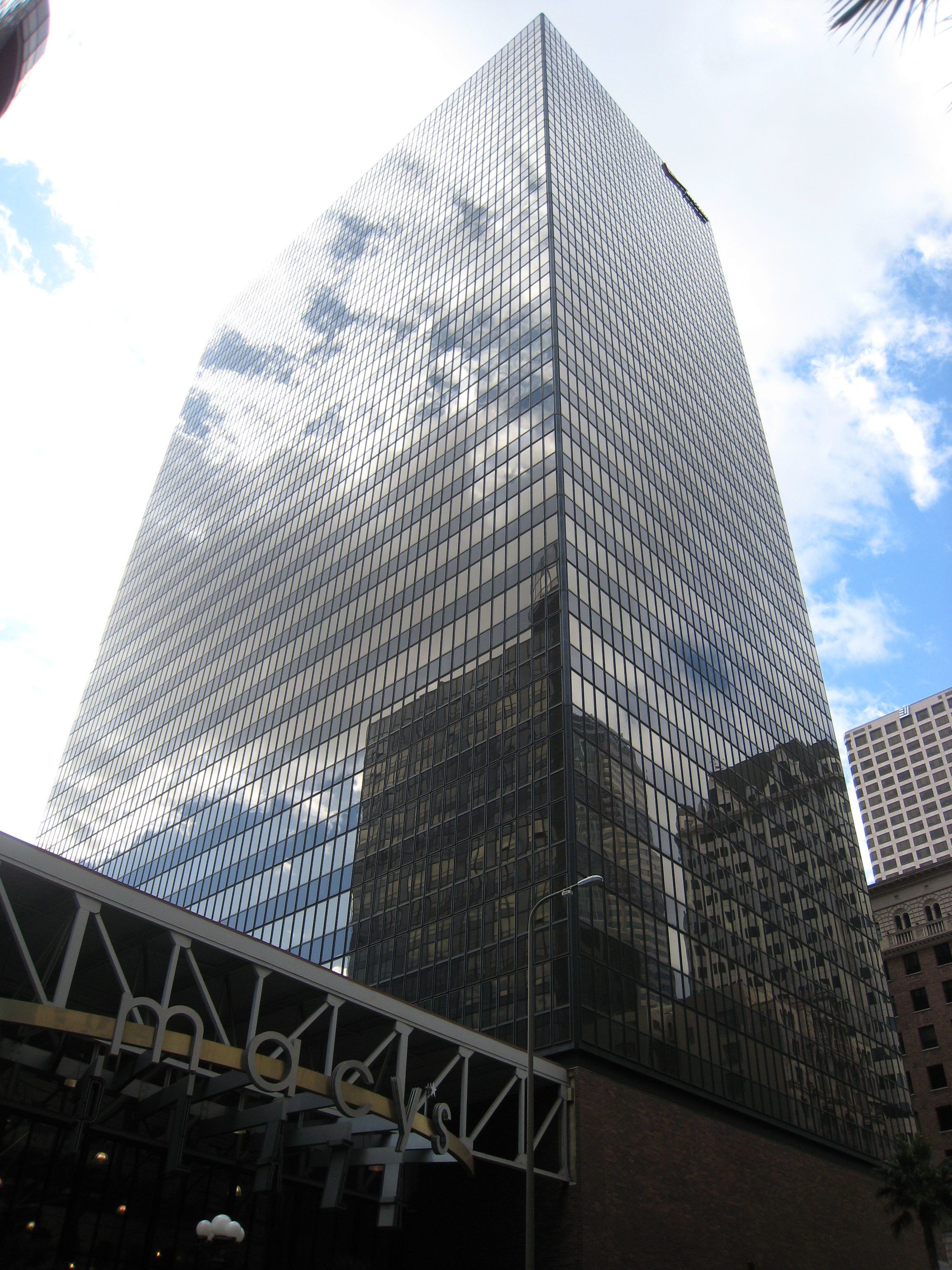
ロサンゼルスダウンタウンに所在するメトロリンク本社が入居するMCIセンタービル

南カリフォルニア地域鉄道局は、ロサンゼルス郡都市圏交通局（LACMTA）、オレンジ郡交通局（OCTA）、リバーサイド郡交通委員会（RCTC）、サンバーナーディーノ政府協会（SANBAG）、ヴェンチュラ郡交通委員会（VCTC）から成る5郡によって構成されており、そのほか職権委員として、南カリフォルニア政府協会（SCAG）、サンディエゴ政府協会（SANDAG）とカリフォルニア州がメンバーとして連ねる。南カリフォルニア地域鉄道局本部はメトロ線、ユニオン駅にあるMTAビルディングに所在する。
メトロリンクは5年契約で運営されており、2010年には1億6810万ドルの運営予算が割り当てられている。

## 整備設備

### 中央設備施設
セントラル・メンテナンス・ファシリティ（CMF）はロサンゼルス川の東岸にあり、フリーウェイ5号線と110号線のインターセクション付近に位置する。この施設はメトロリンクの車両整備を請け負っているボンバルディア・トランスポーテーションによって運営されている。

### スチュアート・メサ整備施設

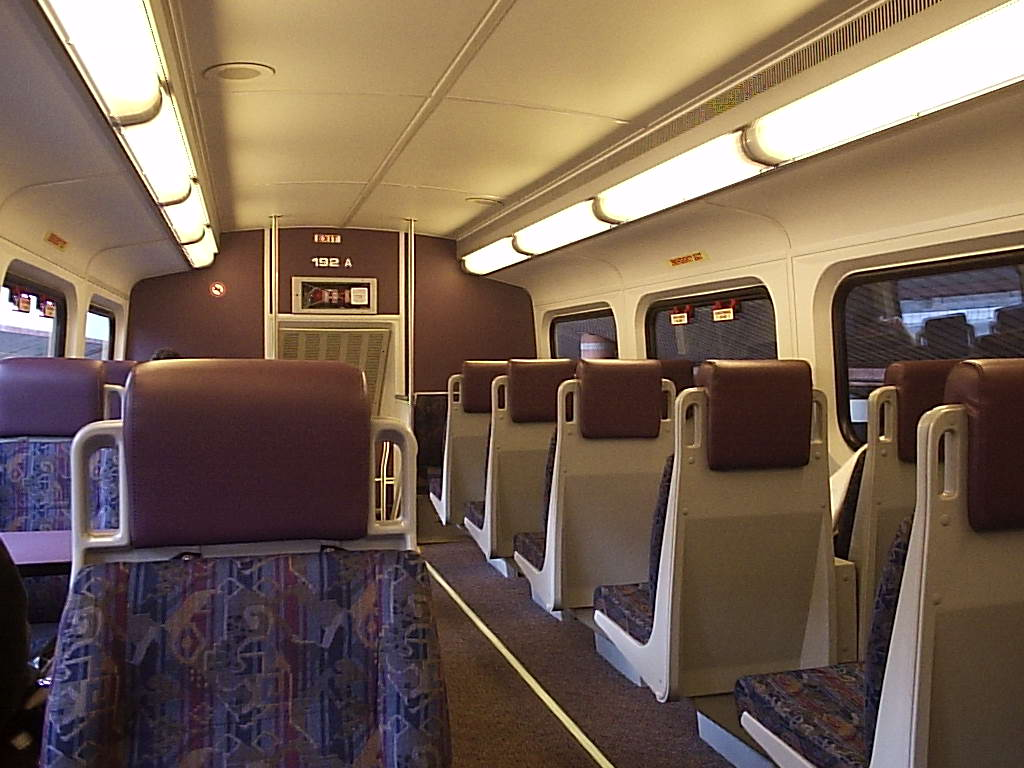
ボンバルディア社製客車の2階部分

コースター・スチュアート・メサ整備施設は、サンディエゴ・コースト・エクスプレス・レイル（コースター）の整備施設であり、アムトラックが使用するサンクレメンテ埠頭駅とオーシャンサイド駅の中間にあり、アメリカ海兵隊基地があるキャンプ・ペンドルトンの南西に位置している。この施設は北郡トランジット地区（NCTD）の所有であるが、メトロリンクによる乗り入れが行われている。

### 東部設備施設
サンバーナーディーノ郡コルトンに位置する。2010年5月に開催されたイベントには衝撃耐性車両が展示された。

## 保有車両
メトロリンクは52両の機関車と171両のボンバルディア製の2階建客車（Bilevel car）と制御車、耐衝撃構造が採用された新型である117両の現代ロテム製の2階建客車と制御車によって構成されている。また旧式であるボンバルディア製と新型であるロテム製の置き換えを実施しており、現代ロテムと双日共同による161両、総額340億円の受注を獲得している。この車両購入費用はアメリカ政府の資金援助を受けているためバイ・アメリカン条項の規定により車両の最終組み立てはロテムのフィラデルフィア工場で行われる。ロテムに追加発注された36両はメトロリンクがLACMTAより融資が得られた後に発注した車両であるが、全ての車両を置き換えるには32両ほど足りていない。継続的に新型車両を受領するためにそれまでリースしていた機器の全てを返却している他、2009年辺りからメトロリンクが保有する車両10両をユタ州交通局が運行するフロントランナーに対しリースしている。メトロリンクは最近、現在運行するに辺り必要な数の新型車両を十分に保有していると最高経営責任者であるジョン・フェントンが伝えている。
平日全てに於いて最低でも1両は「Quiet Car」と呼ばれる静かな車両が配置されている他、1階部分の座席が一部取り払われたサーフボード、自転車専用車両
がボンバルディア製ではあるものの継続して使用され続けている。この2つのサービスは発表当初から好意的に受け入れられた。

### 塗装
メトロリンクが保有する車両は白地に青の線が描かれたメトロリンクカラーが施されている。新デザインとして白地に緑と青、ロテム製の客車や制御車は銀色の下地に緑と青の「リボン」と呼ばれる塗装パターンが採用されており、新車並びに修理点検などで工場に入庫した車両は順次新塗装への変更が行われている。

## 事故

### プラセンチア列車事故
2002年4月23日8時10分、オレンジ郡プラセンチアでBNSF鉄道が運行する貨物列車とメトロリンクの通勤列車が正面衝突し、2名死亡、22名が重体となった。双方の車両ともに東西の同一軌道線上を走行しており、メトロリンクに通行権があり、BNSFの貨物列車は行き違い施設に進入後停車しメトロリンクを通過させる予定であったが、赤信号を見落としそのまま本線上を走行した。赤信号を1.5マイル進んだ後に気が付き減速するが間に合わず接触。メトロリンクは走行してくる貨物列車を視認し停車したが直後貨物列車が衝突した。事前に減速を知らせる信号が故障していた可能性も疑われたが、NTSB（国家運輸安全委員会）は貨物列車運転士のヒューマンエラーと結論付けた。

### グレンデール列車事故
2005年1月26日6時3分、自殺目的で線路内に駐車したSUVにロサンゼルス行き上り通勤列車が接触脱線し、これに反対側から走行してきた下り列車が接触脱線した。この接触により上り列車は転覆し、更に事故現場は待機場が設けてあり旅客列車の通過待ちをしていたサザン・パシフィック鉄道の貨物列車に脱線した下り列車が衝突し、下り列車と貨物列車の機関車までもが脱線転覆する大事故となった。この事故で11名が死亡し非番の保安官や車掌含む100名が負傷、この内40名が重傷を負った。駐車した運転手は駐車後に気が変わり車から離れていたため無事であった。運転手は殺人及び電車破壊の容疑で逮捕され、2008年6月26日、11人の殺人罪で仮釈放無しの終身刑が宣告された。

### チャッツワース列車事故

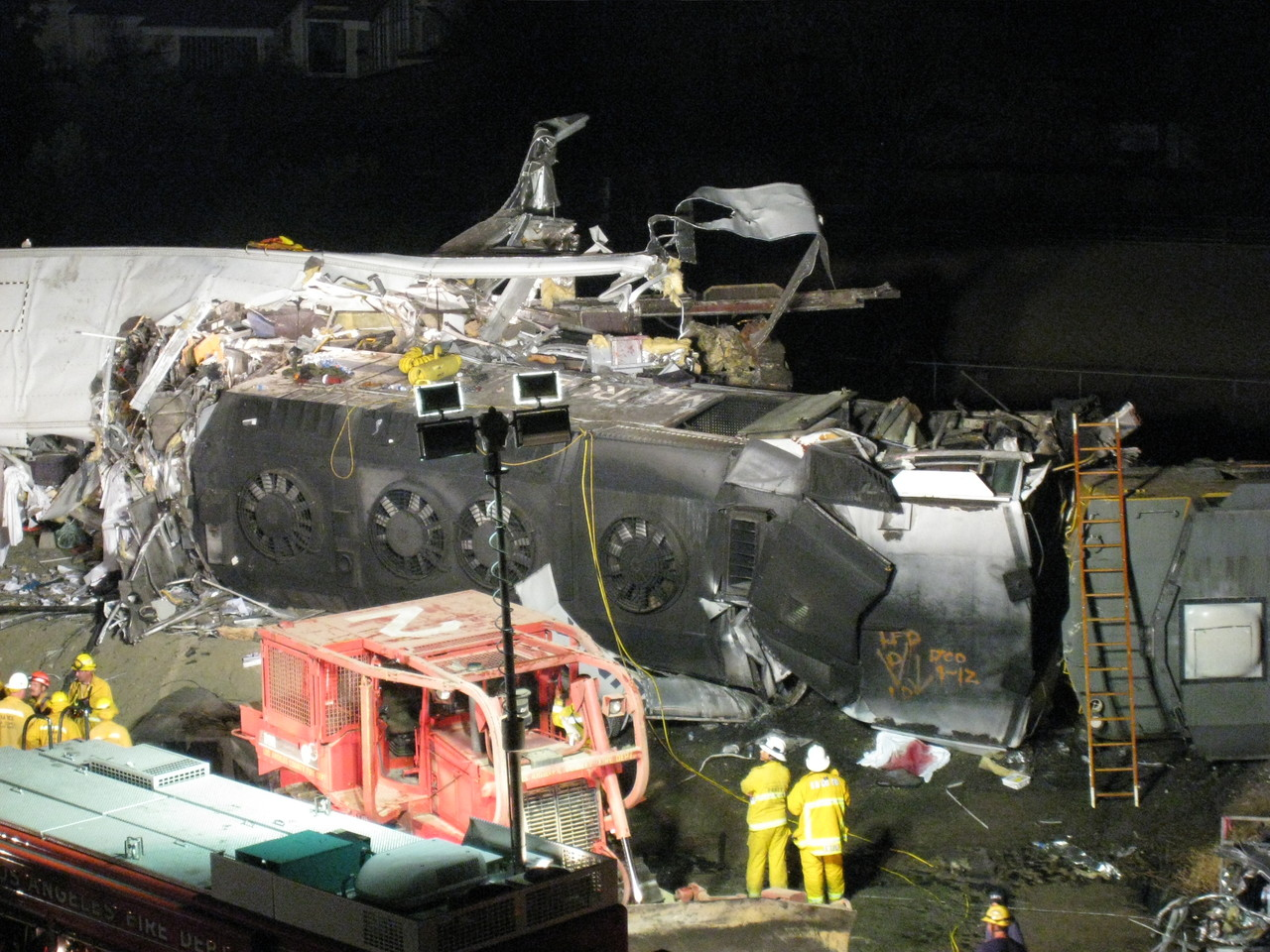
救助活動が行われている脱線転覆した車両

2008年9月12日16時22分、ベンチュラカウンティ線のチャッツワース－シミバレー間において、乗客222人を乗せたメトロリンクがユニオン・パシフィック鉄道の貨物列車と正面衝突し、135人が負傷、メトロリンクの男性運転士（46歳）を含む25名が死亡した。負傷者135名中81名は搬送先の病院で重篤と判断された。車両速度が出ていたため、機関車が客車にのめり込む形となり、被害が拡大している。
事故原因を調査するに当たって当初は車両の故障などが推定されたが、そういった様子は無く、一方で、衝突直前のメトロリンク側が速度超過を犯していたうえにブレーキを掛けた形跡も無かったことから、男性運転士に焦点が当てられた。実は、男性運転士は運転中の携帯電話の操作を常習しており、注意力散漫になって、列車交換を行うべき単線区間の手前の赤信号を見落としたことが、衝突の原因であった。男性運転士の携帯電話は事故車両の残骸から回収できなかったが、携帯電話会社に残された通話記録で電子メールの送信回数や内容を確かめることは可能であった。それにより、当日だけでもメールのやり取りを往復20回以上行っていたほか、衝突の22秒前にもメール送信していた事実が明らかになった。

### オックスナード列車事故
2015年2月24日5時44分、ベンチュラカウンティ線をユニオン駅に向かっていた5両編成上り列車が、オックスナード駅を出発後3.2キロ進んだ踏切上で立ち往生していたトレーラーをけん引していたフォード、ピックアップトラックに接触し脱線した。駅を離れた後の加速状態で103キロに達しており、急ブレーキを掛けるが90キロの高速でトラックに衝突している。この衝突でトレーラーが炎上し、3両が脱線転覆し48人の乗客の内28人が病院に搬送され、その後一人が死亡している。またこのトラックを運転していた運転手は現場から1.6キロほど離れた場所で身柄を拘束されている。